# Granhjerpe
Granhjerpe (latin: Falcipennis canadensis) er en fugl i familien fasanfugle, der lever i Canada og Alaska.